# La Saunière
La Saunière, auf Okzitanisch „La Saunièra“, ist eine Gemeinde in Frankreich. Sie gehört zur Region Nouvelle-Aquitaine, zum Département Creuse, zum Arrondissement Guéret und zum Kanton Guéret-1.

## Geografie und Infrastruktur
Die angrenzenden Gemeinden sind Saint-Laurent im Norden, Mazeirat im Osten, Saint-Yrieix-les-Bois im Süden, Peyrabout im Südwesten und Sainte-Feyre im Westen.
Die vormalige Route nationale 142 und heutige Départementsstraße D942 führt über La Saunière.
Eine Eisenbahnlinie durchquert die Gemeindegemarkung; der nächste Bahnhof befindet sich in Ahun.

## Bevölkerungsentwicklung
| Jahr      | 1962 | 1968 | 1975 | 1982 | 1990 | 1999 | 2008 | 2018 |
| --------- | ---- | ---- | ---- | ---- | ---- | ---- | ---- | ---- |
| Einwohner | 345  | 374  | 332  | 426  | 532  | 543  | 629  | 620  |

## Sehenswürdigkeiten
- Château du Théret, ein auf 1380 datiertes Schloss, Monument historique
- Kirche Nativité-de-la-Très-Sainte-Vierge

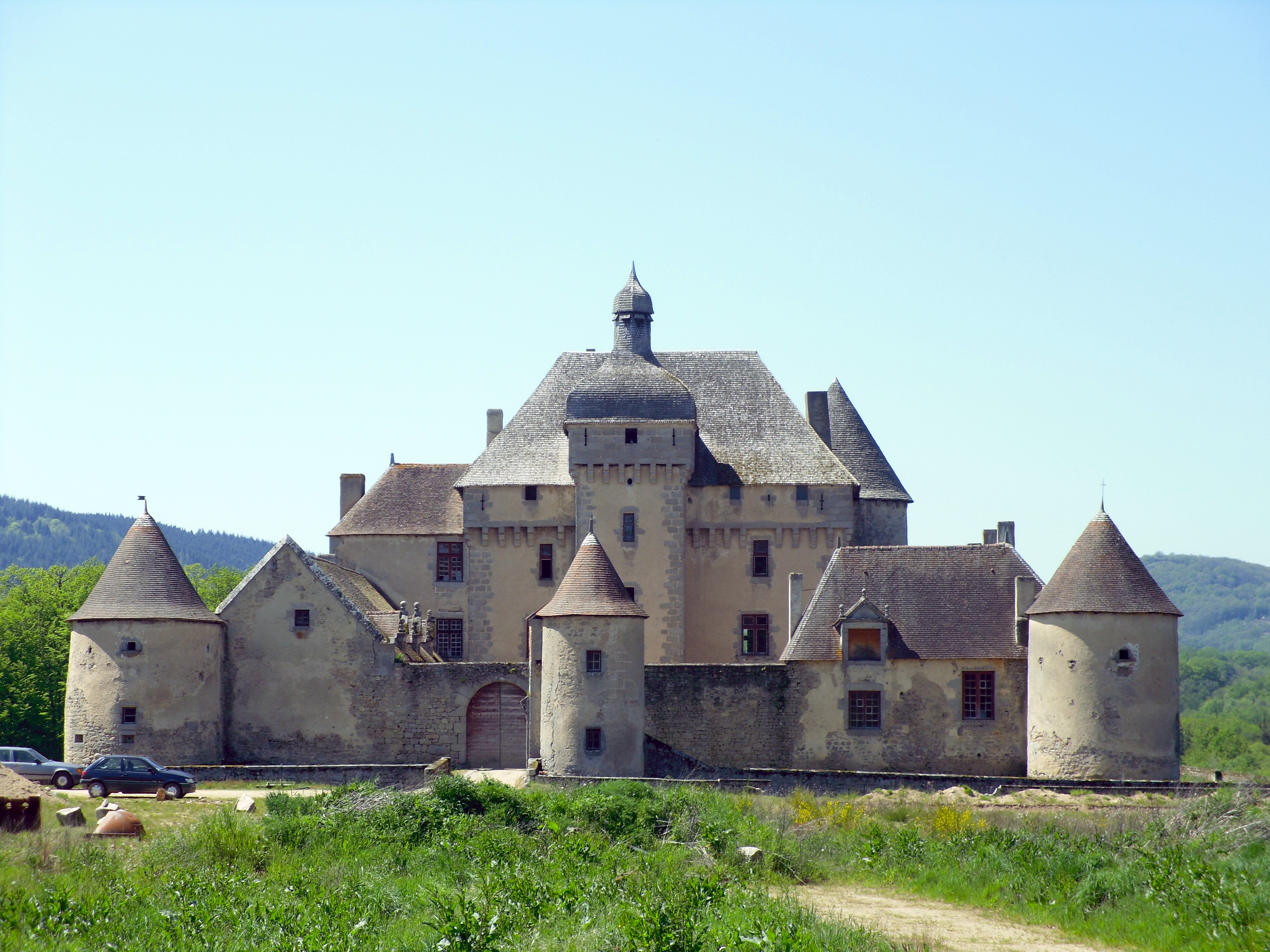
Château du Théret
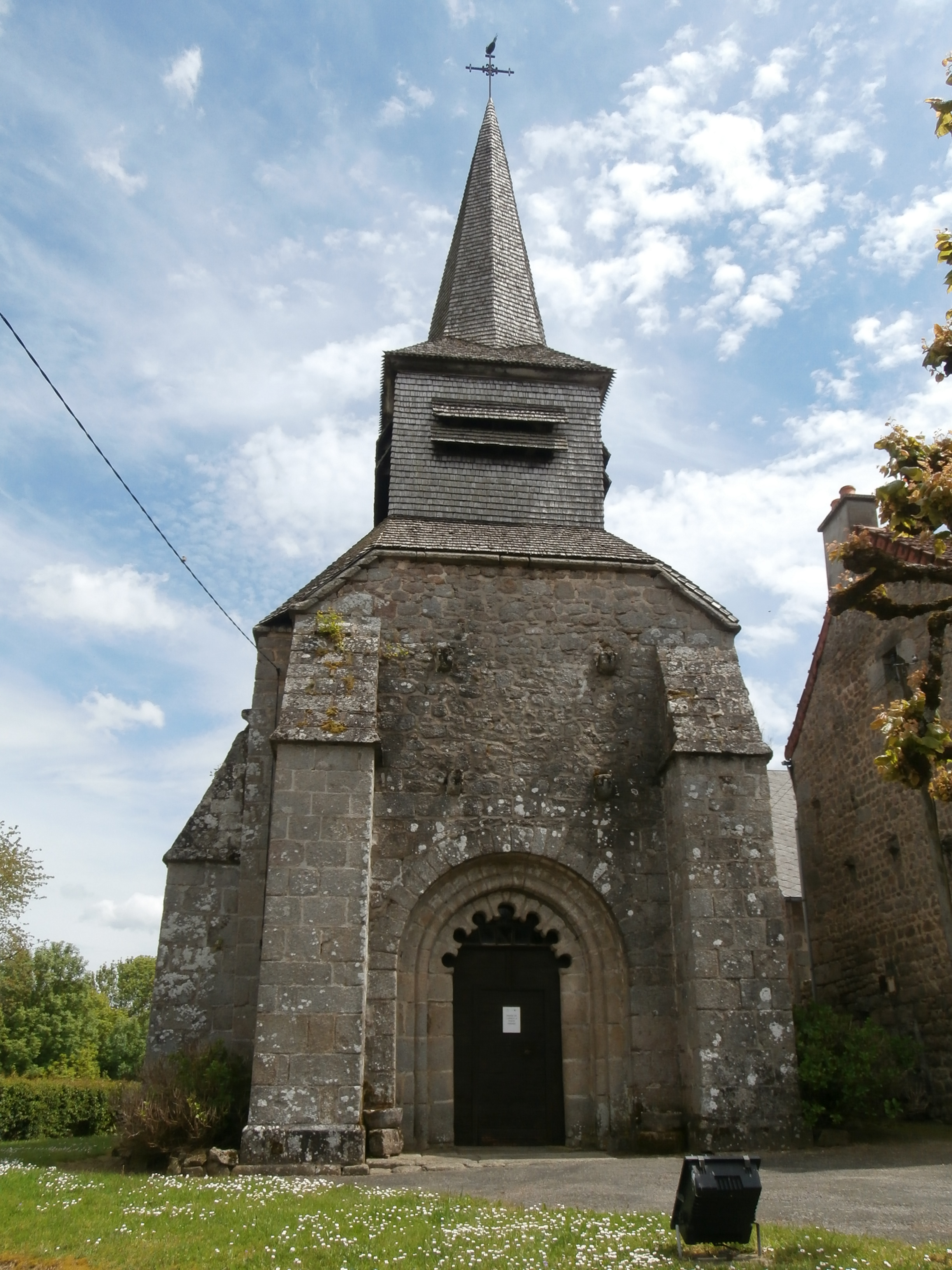
Kirche Nativité-de-la-Très-Sainte-Vierge